# Margarita, Armando y su padre
 Margarita, Armando y su padre  es una película de Argentina en blanco y negro, del año 1939 dirigida por Francisco Mugica, según su propio guion escrito en colaboración con Enrique Jardiel Poncela, autor de la obra teatral que se estrenó el 19 de abril de 1931. La película tuvo como protagonistas a Florencio Parravicini y Mecha Ortiz.

## Reparto
- Florencio Parravicini...	Spaghetti – Padre de Armando
- Mecha Ortiz...	Margarita
- Ernesto Raquén...	Armando
- María Santos...	Julia
- Pedro Quartucci...	Antonito
- Carmen Lamas...	Flora
- Alita Román...	Cristina
- Enrique Roldán...	Ernesto Landaluce
- Héctor Quintanilla...	Caballo de Atila
- Alfredo Jordan...	Manolo
- Alfonso Pisano...	Ceferino
- Sussy Derqui...	Luz de Bengala
- Hilda Sour...	Cameo
- Olga Mom...	Rosita
- Liana Moabro...	Maruja
- José Alfayate...	Román
- Berta Aliana...	Mucama
- Lalo Bouhier...	Vendedor
- Cayetano Biondo...	Mozo
- J. Armando Chamot...	Maitre
- Cirilo Etulain